# Make It Pop
Make It Pop là chương trình nhạc kịch Drama về K-pop bởi người Mỹ và người Canada có format giống như telenovela chiếu trên Nickelodeon tại Mỹ và trên YTV tại Canada. Chương trình chiếu lần đầu trên Nickelodeon vào ngày 26 tháng 3 năm 2015, và chiếu trên YTV vào ngày 9 tháng 9 năm 2015.

## Cốt truyện
Make It Pop theo chân ba cô gái tại trường quốc tế Mackendrick Prep. Ngôi sao Internet Sun Hi Song, fashionista Jodi Mappa, và mọt sách Corki Chang, với sự giúp dỡ của DJ Caleb Davis, một nhóm nhạc K-pop được hình thành tại trường có tên là XO-IQ.

## Dàn diễn viên

### Chính
- Sun Hi Song (Megan Lee) là trưởng nhóm XO-IQ.
- Jodi Mappa (Louriza Tronco) là fashionista của nhóm.
- Corki Chang (Erika Tham) là mọt sách của XO-IQ.
- Caleb Davis (Dale Whibley) là điều phối âm thanh của XO-IQ.

### Phụ
- Jared Anderson (John-Alan Slachta)
- Valerie Graves (Taveeta Szymanowicz)
- Mr. Melwood Stark (Matt Baram)
- Ms. Belinda Diona (Karen Holness)
- Dylan (Carray Hammend)
- Heather Duncan (Natalie Ganzhorn)
- Linc Harrison (Vinson Tran)
- Alex Phan (Mickey Nguyen)
- Hye Jung Ko (Tina Jung)
- Mr. Chang (Russell Yuen)
- Darmala (Alex Eling)
- Sun Mi Song (Megan Lee, trong vai diễn kép) là em sinh đôi của Sun Hi.

## Số tập
List of Make It Pop episodes

## Sản xuất
Phần 1 có 20 tập. Tháng 5, 2015, Make It Pop được sản xuất phần 2 với 20 tập, chiếu vào ngày 4 tháng 1 năm 2016. Trước khi chiếu phần 2,tập đặc biệt chào mừng Giáng Sinh chiếu vào ngày 5 tháng 12 năm 2015.

## Music
XO-IQ gồm các thành viên Caleb, Sun Hi, Jodi, and Corki. Phần hát thuộc về Megan Lee, Louriza Tronco, and Erika Tham.
Lần diễn ra mắt lần đầu là trước thềm sự kiện Nickelodeon Kids' Choice Awards 2015 ở Los Angeles, họ được giới thiệu bởi Nick Cannon. Nhóm nhạc tiếp tục biểu diễn ở YTV Summer Beach Bash 2015.

### Soundtracks
Make It Pop, Vol. 1
1. Light It Up – 3:38
2. Do It – 3:10
3. Now I Am Here (Superstar Mix) – 3:20
4. Party Tonight – 3:16
5. Make It Pop – 3:09
6. Spotlightz – 2:46
7. Get It Right – 3:00
8. Skillz – 2:40
9. My Girls – 3:28
10. United (Who We Are) – 2:20

Make It Pop, Vol. 2
1. Luv Em Boys – 2:20
2. How I'm Made – 2:34
3. Girls @ – 2:50
4. Do You Know My Name – 3:38
5. Friday Night – 3:53
6. What Love Is About – 3:00
7. Party Tonight (Remix) – 3:48
8. Let's Make a Change – 3:04
9. The Rules – 3:23
10. My Girls (Dr. R Remix) – 3:28

Make It Pop, Vol. 3
1. Looking for Love – 3:32
2. What Love is About (DaCapo Remix) – 3:54
3. Superstar – 3:41
4. Skillz (Flange Squad Remix) – 2:43
5. The Rules (Dr. R Remix) – 3:18
6. Now I Am Here (Fashion Mix) – 3:23
7. Do It (Flange Squad Remix) – 3:02
8. Spotlightz (Dr. R Remix) – 2:56
9. Get It Right (The CP Remix) – 2:46
10. Friday Night (St-Thomas Random Remix) – 3:35

Make It Pop, Vol. 4
1. United (Who We Are) [Flannge Squad Remix] – 2:26
2. Luv Em Boys (Luv Em Girls Mix) [feat. John-Alan Slachta] – 3:15
3. Superstar (St-Thomas Random Remix) – 3:44
4. How I'm Made (Flange Squad Remix) – 2:39
5. Let's Make a Change (Shebrock Remix) – 3:00
6. Do You Know My Name (Jodi & Corki Reprise) – 3:40
7. Looking For Love (Flange Squad Remix) – 3:33
8. Girls @ (St-Thomas Random Remix) – 2:43
9. Light It Up (Flange Squad Remix) – 3:37
10. Make It Pop (St-Thomas Random Remix) – 3:00

Make It Pop! (Deluxe Edition)
1. Make It Pop – 3:09
2. Light It Up – 3:38
3. Party Tonight – 3:16
4. Skillz – 2:40
5. Do You Know My Name – 3:38
6. Now I Am Here (Superstar Mix) – 3:20
7. Spotlightz – 2:46
8. Do It – 3:10
9. United (Who We Are) – 2:20
10. Get It Right – 3:00
11. Luv Em Boys – 2:20
12. Looking for Love – 3:32
13. My Girls – 3:28
14. What Love Is About – 3:00
15. Friday Night – 3:53

All The Love
1. All The Love – 2:59
2. Jing Jing Jingle – 2:40
3. Deck The Halls – 2:05

Tomorrow Is Ours
1. Walk That Walk – 3:20
2. Make You The One – 2:55
3. Tomorrow Is Ours – 3:01
4. We Doin' It – 3:00
5. Back To Me – 3:27
6. Good Karma – 3:09
7. Where Our Hearts Go – 3:21
8. You Make It Better – 3:38
9. Music's All I Got – 2:39
10. Situation Wild – 2:48
11. Like A Machine – 2:56
12. Whispers – 2:59
13. Rock The Show – 3:07
14. Jump To It – 2:50
15. Gratitude – 3:04

XO-IQ vs. L3
1. I Promise You That (feat. XO-IQ) by L3 – 3:13
2. Misfits by XO-IQ – 3:04
3. No Way (feat. XO-IQ) by L3 – 2:30
4. Put It All Together by XO-IQ – 2:41